# Batman (serial)
Batman este un serial de televiziune american polițist de acțiune dezvoltat de Lorenzo Semple Jr.. Este bazat pe personaje  DC Comics din franciza Batman. În rolurile principale interpretează Adam West ca Batman și Burt Ward ca Robin, doi supereroi care luptă să apere Gotham City de diverşi răufăcători..

## Distribuție

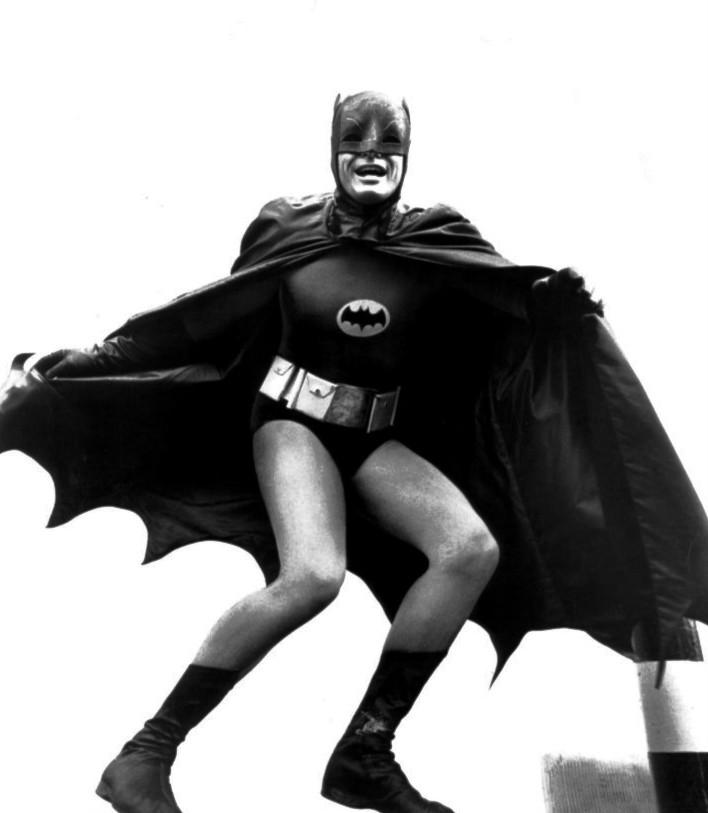
Adam West ca Batman (1965)
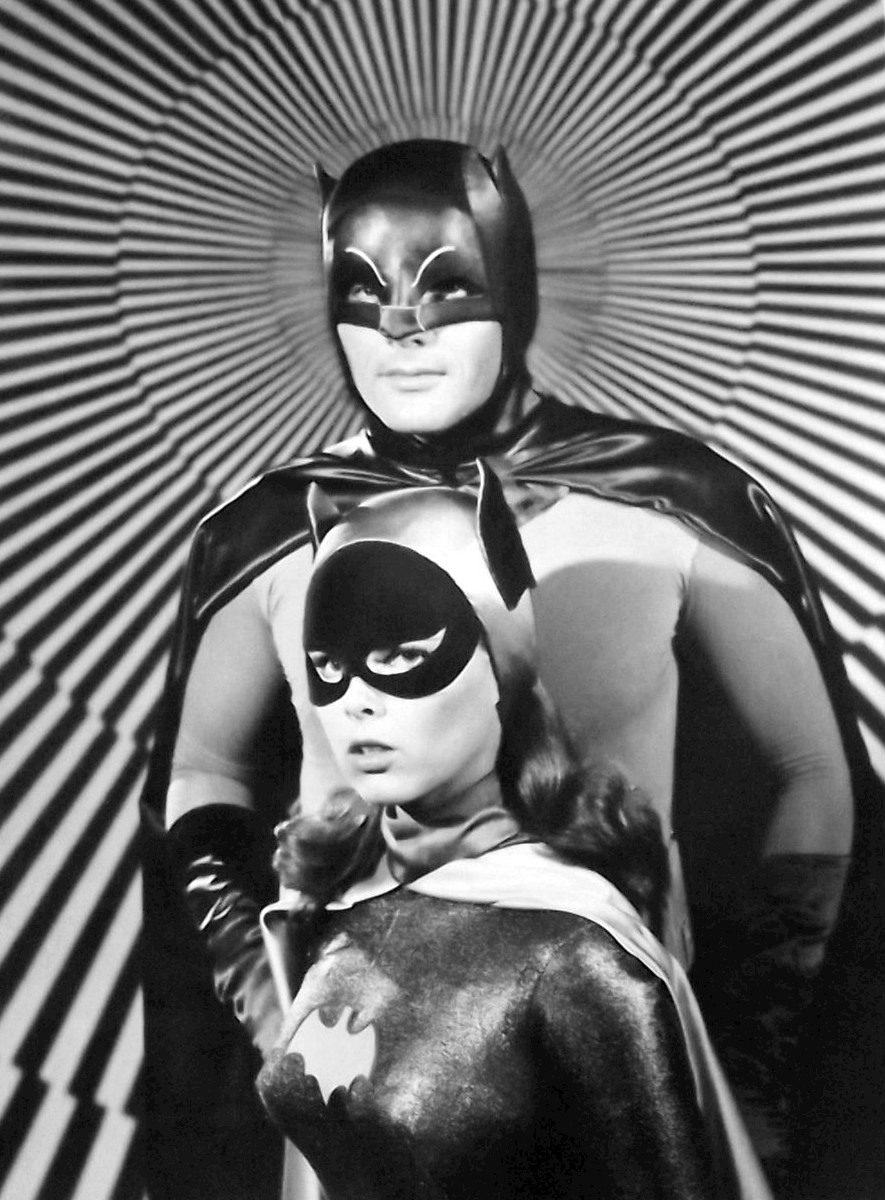
Adam West și Yvonne Craig ca Batman și Batgirl (1967)
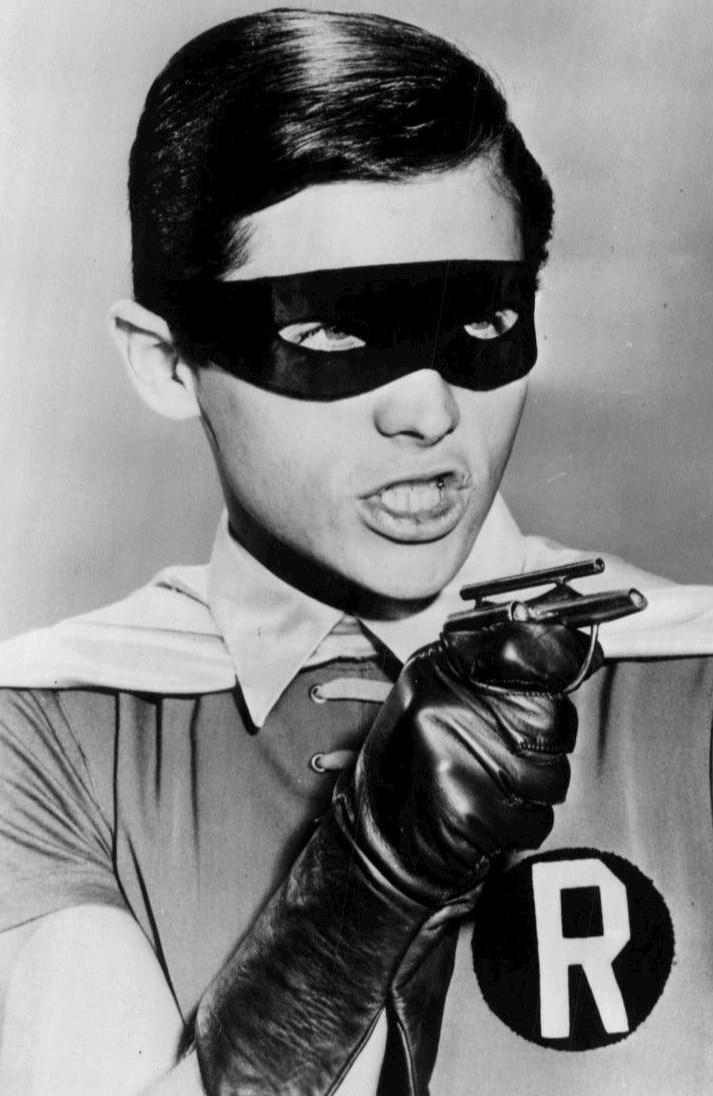
Burt Ward ca Robin (1967)
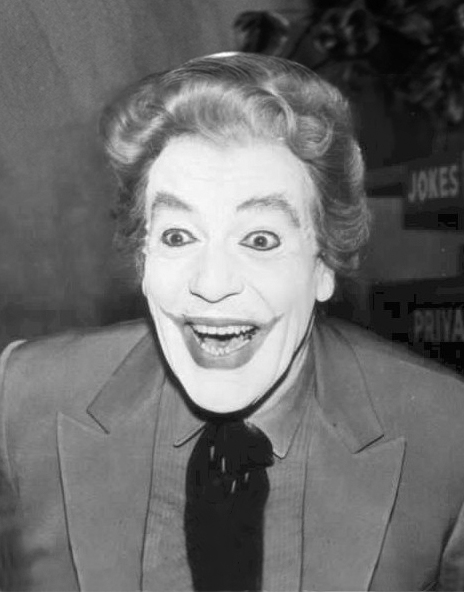
Cesar Romero în rolul lui Joker (1967)
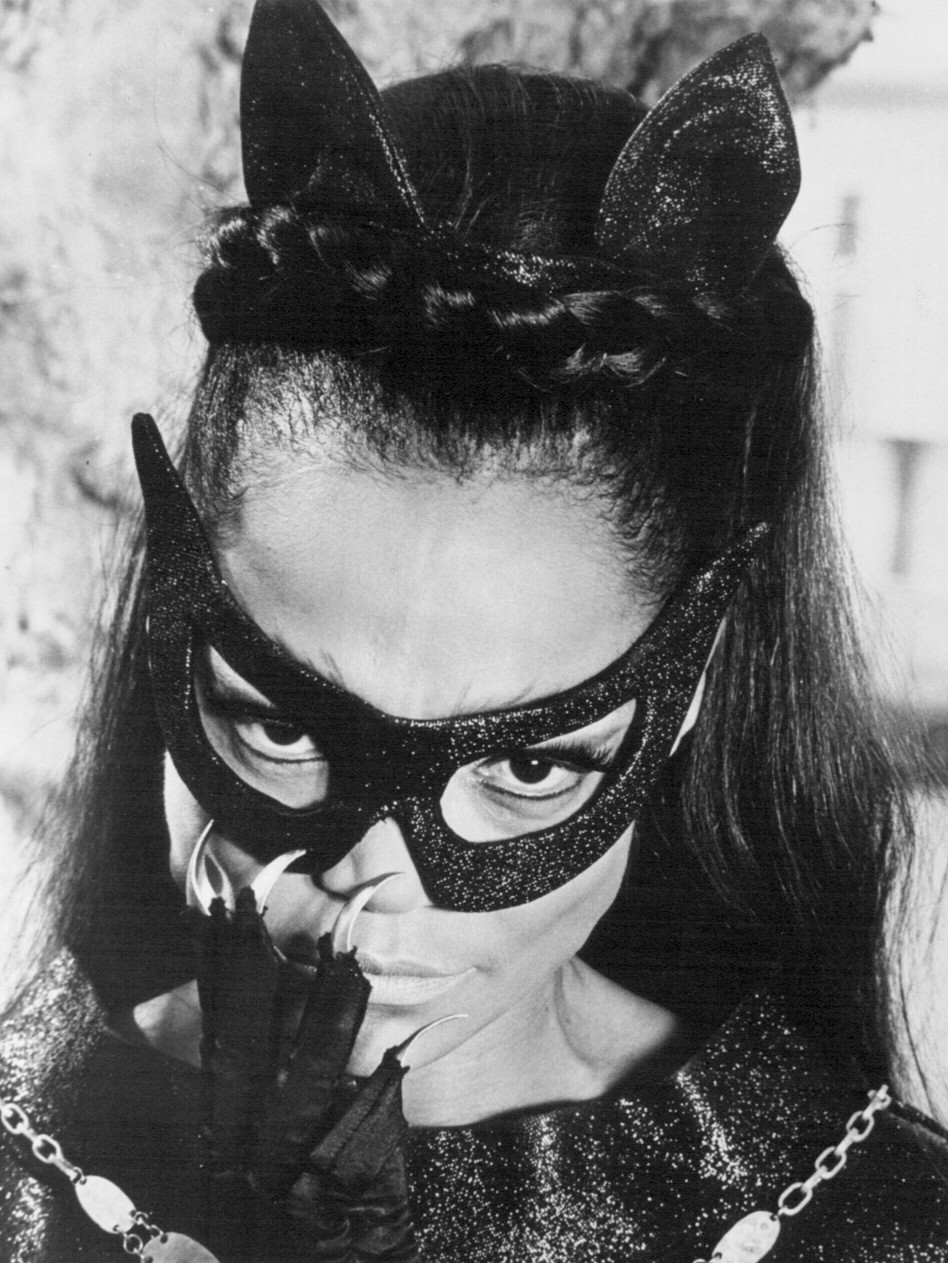
Eartha Kitt ca și Catwoman (1967)
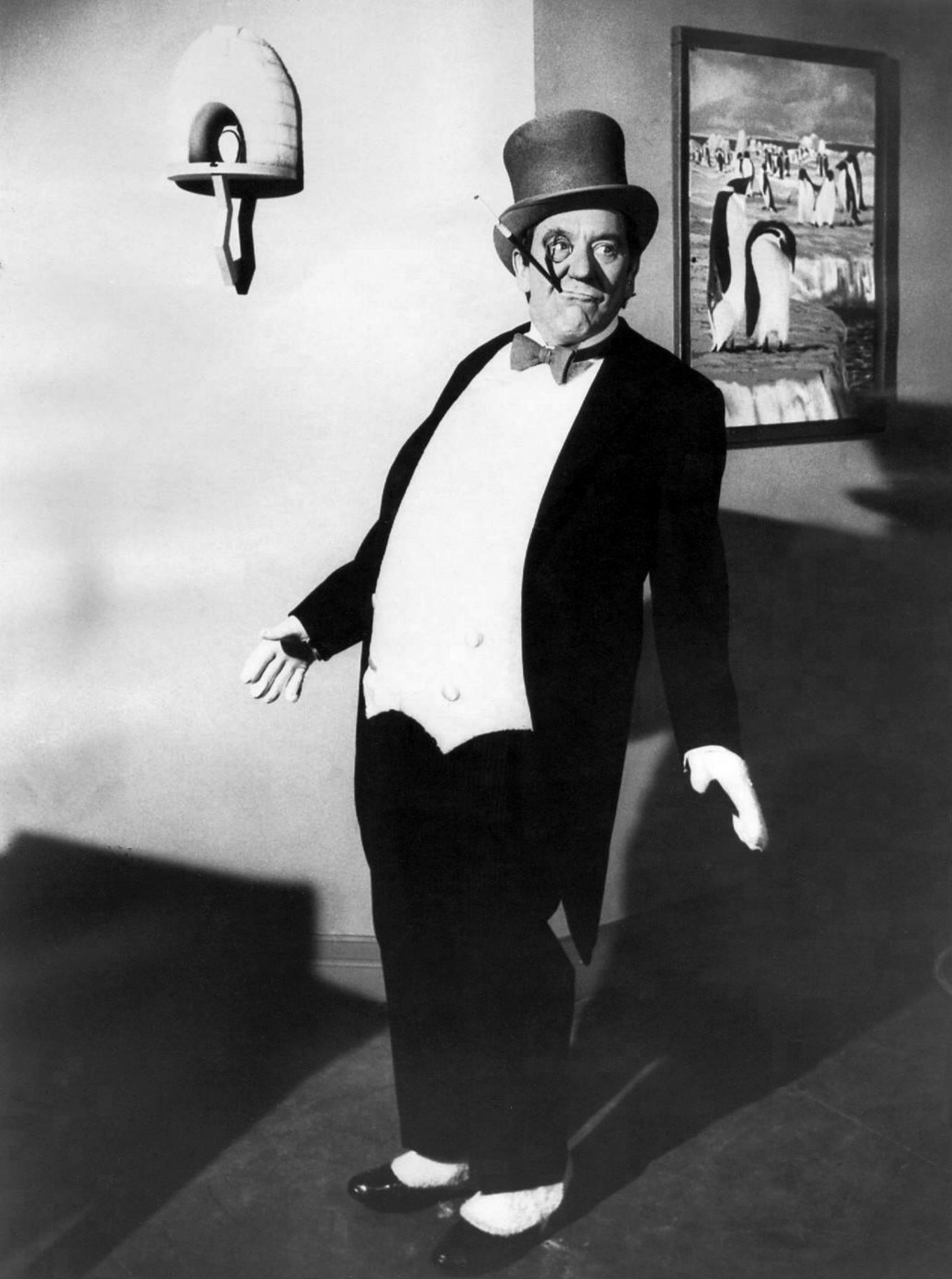
Burgess Meredith ca Penguin (1966)